# Bythophyton
Bythophyton es un género con una sola especie (Bythophyton indicum) de plantas de flores perteneciente a la familia Scrophulariaceae. Algunos expertos lo clasifican dentro de la familia Plantaginaceae.
- Datos: Q8253870
- Especies: Bythophyton